# 카스틸리오네메세르마리노
카스틸리오네메세르마리노(이탈리아어: Castiglione Messer Marino)는 이탈리아 아브루초주 키에티도에 있는 코무네이다.
레이싱카 선수 후안 마누엘 판지오의 부모의 출생지이다.